# Lagune Aby
La lagune Aby est la deuxième lagune de Côte d'Ivoire en termes de superficie (424 km2).

## Généralités sur le système lagunaire ivoirien
Le système lagunaire ivoirien se compose des lagunes Tendo, Éhy et Aby regroupées sous l’appellation de « lagune Aby », de la « lagune de Grand Lahou » regroupant les lagunes Tagba, Mackey, Tadio et Niouzounou, de la lagune de Fresco, appelée lagune N’Gni, et enfin de la lagune Ébrié. Ces trois systèmes de lagunes sont reliés entre eux par deux canaux artificiels. Le canal d'Asagny relie les systèmes Grand-Lahou et Ebrié. Celui d'Assinie, joint le système Ebrié au système Aby.

### Lagune Aby

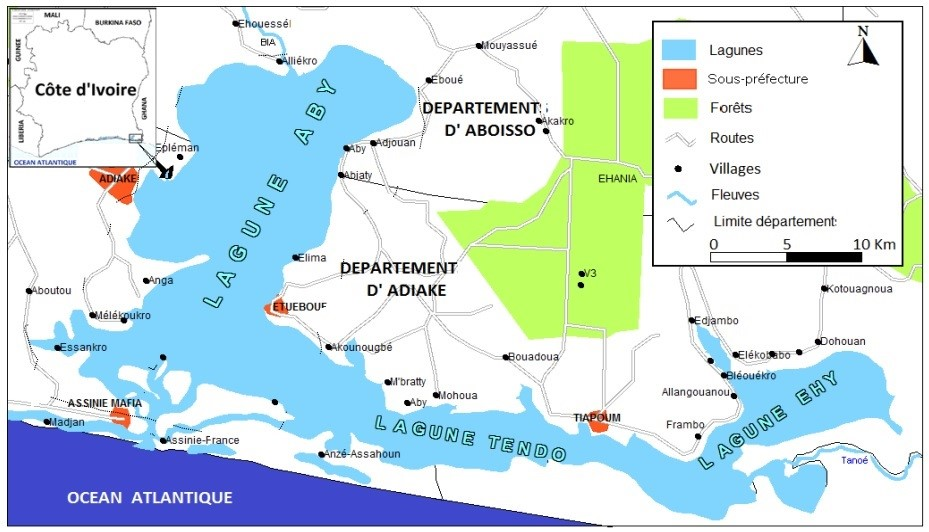
Système lagunaire Aby

Située dans la partie orientale de la Côte d'Ivoire, précisément entre les longitudes Est  2°51' et 3°21' et les latitudes Nord 5°05' et 5°22', le complexe lagunaire Aby englobe les lagunes (Aby, Tendo, Ehy) et sert de frontière naturelle au Sud et à l'Est entre la Côte d'Ivoire et le Ghana. La morphologie de cette lagune est différente des autres lagunes Ivoiriennes car une vaste partie du plan d'eau s'enfonce sur plus de 30 km à l'intérieur des terres. La superficie du système lagunaire Aby est évaluée à 424 Km2 avec une profondeur moyenne de 4,82 m.

### Climat
L’évolution des caractéristiques climatiques de la zone montre l’existence plus  ou moins marquée de quatre saisons:
- la grande saison sèche ou chaude qui débute au mois de décembre, prend fin en mars. Les précipitations sont faibles avec un minimum en janvier (31,6 mm) ;
- la grande saison des pluies s’étend d’avril à juillet. En cette période, les précipitations sont très abondantes et presque continuelles pour atteindre le point culminant en juin (503,9 mm). C’est la période des apports continentaux, mais aussi le début de l’upwelling (les remontés en surface des eaux profondes riches en nutriments) ; 
- la petite saison sèche ou froide qui s’étend entre août et septembre est caractérisée par des pluies rares de faibles densités;
- la petite saison des pluies est comprise entre octobre et novembre. Elle est marquée par des précipitations élevées sans atteindre celles de la grande saison des pluies et caractérisée par la deuxième crue des rivières côtières (Bia, Tanoé).

### Hydrologie
La lagune Aby est soumise à un contexte climatique comparable à celui qui règne sur la lagune Ebrié. Elle n’est alimentée que par deux rivières importantes (rivières côtières coulant sous couvert forestier), alors que la lagune Ebrié reçoit, outre deux rivières de même type, un fleuve de type soudanien. Sa communication avec la mer, étroite et assez peu profonde, est gênée en outre par une zone deltaïque. L'influence marine à laquelle elle est soumise est bien moindre que celle subie par la lagune Ebrié par l'intermédiaire du canal de Vridi

#### Apports fluviaux
Les apports d'eau douce autres qu'atmosphérique sont dus principalement à deux rivières côtières la Bia et le Tanoé. La rivière Tanoé draine un bassin versant de 16 074  km2 dont 14 870 km2 sont situés au Ghana. Elle est longue de 600 km avec un débit moyen de  132,3 m3/s. Le bilan interannuel du volume d’eau apporté par cette rivière est de 4,5 109 m3, soit 63 % de l’apport total en eau douce de la lagune Aby. La Bia débouche au Nord du système Aby. Elle prend sa source au nord de Chemraso (Ghana) et draine une superficie de 11 100 km2 pour une longueur de 290 km. Deux affluents notables, le Tamin en rive droite et la Tioma en rive gauche se jettent dans la retenue d’eau du barrage d’Ayamé 1. Son débit moyen est de 65 m3/s. Ce fleuve constitue 29% des apports d’eau douce de la lagune. Le régime hydrologique de la Bia et de la Tanoé est de type équatorial de transition caractérisé par deux crues annuelles. La première période de hautes eaux (prédominante) se situe entre juin et juillet, et la seconde de octobre à novembre. Une période de basses eaux est observée de août à septembre et une autre bien marquée s’étend de décembre à mars. Les précipitations de avril et mai donnent lieu à un ruissellement notable mais ce sont celles de juin-juillet et parfois celles de octobre à novembre qui engendrent de fortes crues. L’affaiblissement des débits de août à septembre est très net ; les étiages sont sévères de février à mars.

#### Apports océaniques
Le volume océanique entrant varie saisonnièrement avec le niveau relatif des plans d’eau lagunaire et océanique. Il est maximal au cours des périodes d’étiage des rivières (grande et petite saison sèche), et minimal au cours des périodes de crue (grande et petite saison des pluies). Les échanges entre la lagune Aby et la mer sont assez limités étant donné la relative exiguïté de la passe d’Assinie mais aussi de la présence de nombreuses îles qui ralentissent la propagation de l’onde de marée.

#### Hydrodynamique
Le mouvement des eaux au niveau de la lagune Aby serait influencé par deux facteurs principaux que sont l'action des marées et les facteurs fluviaux. L'action des marées occasionne un transport de sable par les chenaux deltaïques dont la progression vers le nord est perturbée par le jeu de deux courants principaux :
- celui de la Bia, dirigé vers le Sud qui contre cette avancée;
- l'autre provoqué par le Tanoé, dirigé vers l'Ouest.

##### Ichtyofaune
La lagune Aby abrite une forêt de mangroves qui est une niche écologique importante pour les oiseaux et pour la reproduction de nombreuses espèces de poissons. Cette zone est protégée par le programme World Wild Fund for  Nature (WWF) sous l’intitulé de Parc National des îles Ehotilé. Il existe une vingtaine d’espèces de poissons dénombrées dans la lagune variant par leur mode d’alimentation. Le complexe lagunaire Aby-Tendo-Ehy représente un formidable brassage d'innombrables espèces de poissons. Le Tilapia (Tilapia guineensis) présent toute l'année, le Chrysichtys (machoiron) fréquent entre avril et juin, ainsi que le Ethmalosa fimbriata qui représentent 70 % du niveau d'empoissonnement de la lagune. D'autres espèces telles que les brochets, les silures, les carpes blanches etc. sont également présentes. Chez les invertébrés, les crustacés, les mollusques et les polychètes constituent l’essentiel du macrofaune du milieu lagunaire. L’espèce Callinectes amnicola est le crustacé le plus rencontré

#### Données socio-économiques
Les lagunes représentent une richesse écologique et économique qui se traduit particulièrement par la pêche et l'aquaculture (pisciculture). Foyers d'occupation humaine, ces milieux font l'objet de fortes pressions liées aux activités urbaines et industrielles.

#### Cadre humain
La population autour de la lagune Aby est estimée à 250728 habitants avec une superficie globale de 3903,48 km2, et une densité largement supérieure à la moyenne nationale qui est de 64,23 hab./km2 contre 48 hab./km2 sur le plan national. L’organisation sociale et politique de la population autour du système lagunaire Aby est presque identique car cette population autochtone appartient au groupe Akan. La population est également composée d’allogènes en provenance des pays voisins (Mali, Burkina Faso et  Ghana). Cette forte pression démographique autour de la lagune n’est pas sans conséquence sur les eaux lagunaires.

#### Pêche
L’activité halieutique, très pratiquée dans les eaux de la lagune Aby est faite de manière traditionnelle. Les statistiques de 2001 ont permis de dénombrer 3260 pêcheurs et la production à Adiaké représente un peu plus de 30% de la production nationale. Les productions de poissons et de crustacés estimées respectivement entre 6000 et 7000 ; 2000 et 3000 tonnes/an sont vendues sur les différents marchés ruraux et urbains de la région du Sud Comoé, et à Abidjan. Cette activité très pratiquée par les ressortissants d’Adiaké du fait des problèmes de terre, a été souvent source de conflits entre les populations autochtones et les allogènes.